# 三重海軍航空隊

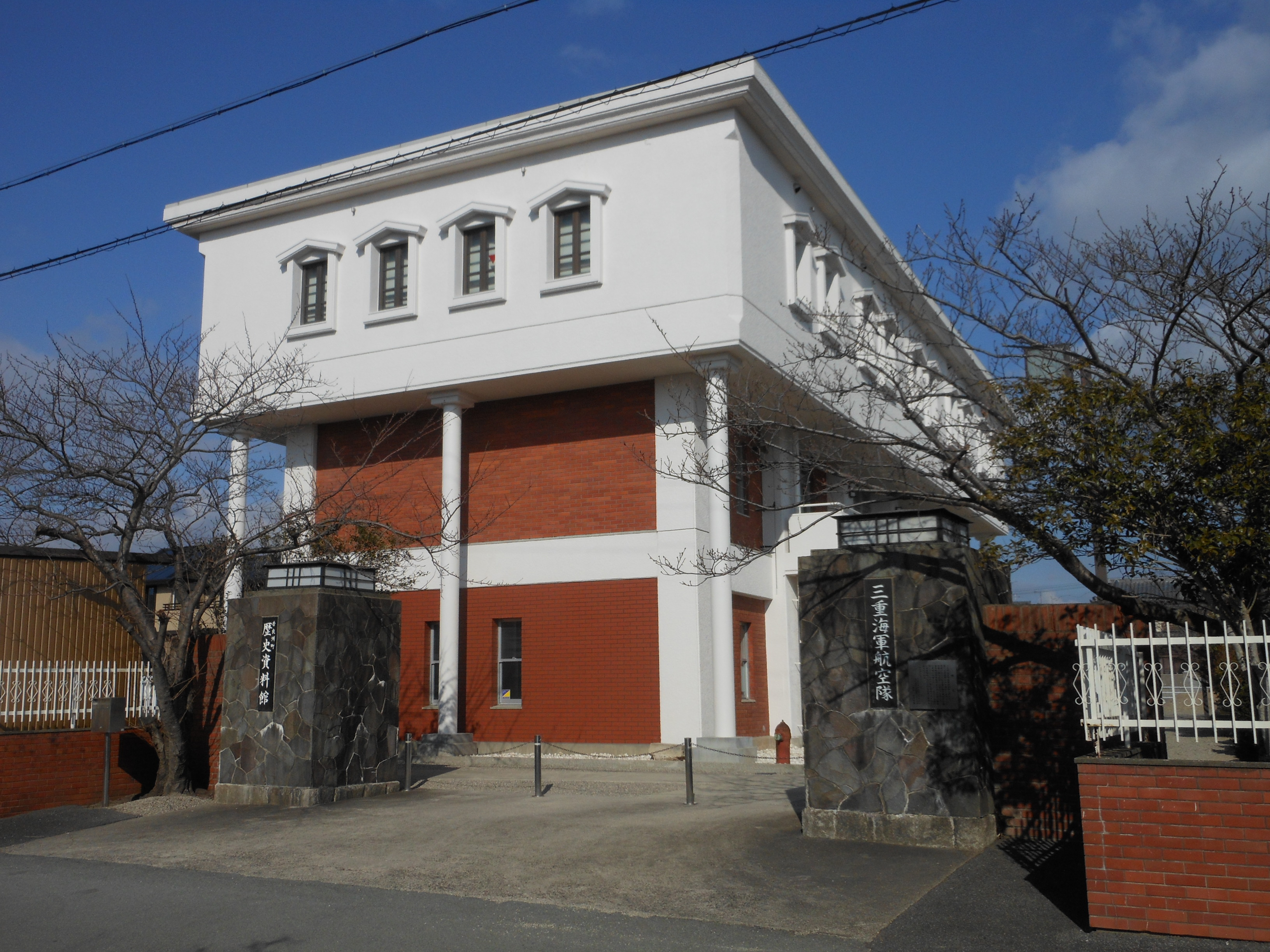
三重海軍航空隊の門柱（津市香良洲歴史資料館）

三重海軍航空隊（みえかいぐんこうくうたい）は、日本海軍の部隊・教育機関の一つ。太平洋戦争の開戦に伴い、海軍航空兵力の増強を図るため、搭乗・整備に至る前の予科練の練成を行うべく発足した。

## 沿革
太平洋戦争の開戦と同時に、海軍航空隊は各地で戦果を挙げ、時勢は一挙に航空主兵に傾いてきた。戦線の拡大とともに、航空隊要員の大増強が要求され、練成航空隊の増強も不可欠となった。入門者が実機に触れるまでの基礎学習を行う予科練も大増強が要求され、予科練教育を一手に引き受けていた土浦海軍航空隊だけでは任務遂行は不可能であった。そこで、三重県一志郡香良洲町の雲出川河口デルタを埋め立てて造成した香良洲飛行場敷地に第二の予科練航空隊として三重空が開かれた。当初は予科練4コースのうち、伝統ある乙種飛行生を主体に受け入れる予定であった。しかし、開隊直前にミッドウェー海戦で惨敗を喫したこともあり、促成訓練を受ける甲種飛行生の受け入れを並行して行うことになり、土浦空で問題視されていた甲乙飛行生の敵対を解消する甲乙分離策は早くも頓挫した。
昭和20年以降になると、他の航空隊に転籍や転出によって、事実上機能はなくなった。昭和20年の名古屋大空襲の際は、南方からB29が襲来してきたが、三重飛行場を素通りして、北部の名古屋へ向かって行く始末であった。
- 1942年（昭和17年）
  - 8月1日 - 落成・開隊横須賀鎮守府第11連合航空隊甲飛第10期・乙飛第17期（16年12月1日岩国海軍航空隊入隊）・乙飛第18期（17年5月1日土浦空入隊）転入
  - 10月1日 - 甲飛第11期の一部入隊（18年11月25日卒業）
  - 12月1日 - 乙飛第19期の一部入隊（20年1月卒業）・丙飛第15期入隊（18年9月23日卒業）
- 1943年（昭和18年）
  - 4月1日 - 予科練航空隊を統括する第19連合航空隊を新編甲飛第12期前期の一部入隊
  - 5月1日 - 乙飛第20期の一部入隊（20年3月20日卒業）
  - 10月1日 - 甲飛第13期前期の一部入隊（19年5月卒業）・特乙第4期入隊（19年5月25日卒業）
  - 12月1日 - 乙飛第21期の一部入隊（20年3月20日卒業、最後の卒業生）甲飛第13期後期の一部入隊（19年7月卒業）特乙第5期入隊（19年12月卒業）、　　　　　　　　　奈良分遣隊発足
- 1944年（昭和19年）
  - 2月1日 - 乙飛第17期卒業特乙第6期入隊（12月20日卒業）
  - 3月25日 - 乙飛第18期卒業
  - 3月15日 - 西宮分遣隊発足
  - 4月1日 - 甲飛第14期前期の一部入隊（20年3月卒業）・特乙第7期入隊
  - 6月1日 - 甲飛第14期後期の一部入隊（卒業なし）・乙飛第22期の一部入隊特乙第8期入隊滋賀分遣隊発足
  - 8月1日 - 乙飛第23期の一部入隊特乙第9期入隊
  - 8月15日 - 高野山分遣隊発足、滋賀分遣隊独立（西宮分遣隊を委譲）特乙全員転出
  - 9月1日 - 卒業生の飛行練習課程凍結
  - 9月15日 - 甲飛第15期前期の一部入隊
  - 11月1日 - 倉敷海軍航空隊開隊により乙飛第21期・第22期の一部転出
  - 12月1日 - 乙飛第24期の一部入隊（最後の乙飛）
- 1945年（昭和20年）
  - 2月1日 - 空襲疎開のため乙飛第23期の一部を倉敷空に転出
  - 3月1日 - 19連空解散横須賀鎮守府隷下第20連合航空隊に転籍奈良・高野山分遣隊独立
  - 6月1日 - 予科練教育凍結
  - 終戦後武装解除

## 戦後の三重海軍航空隊跡

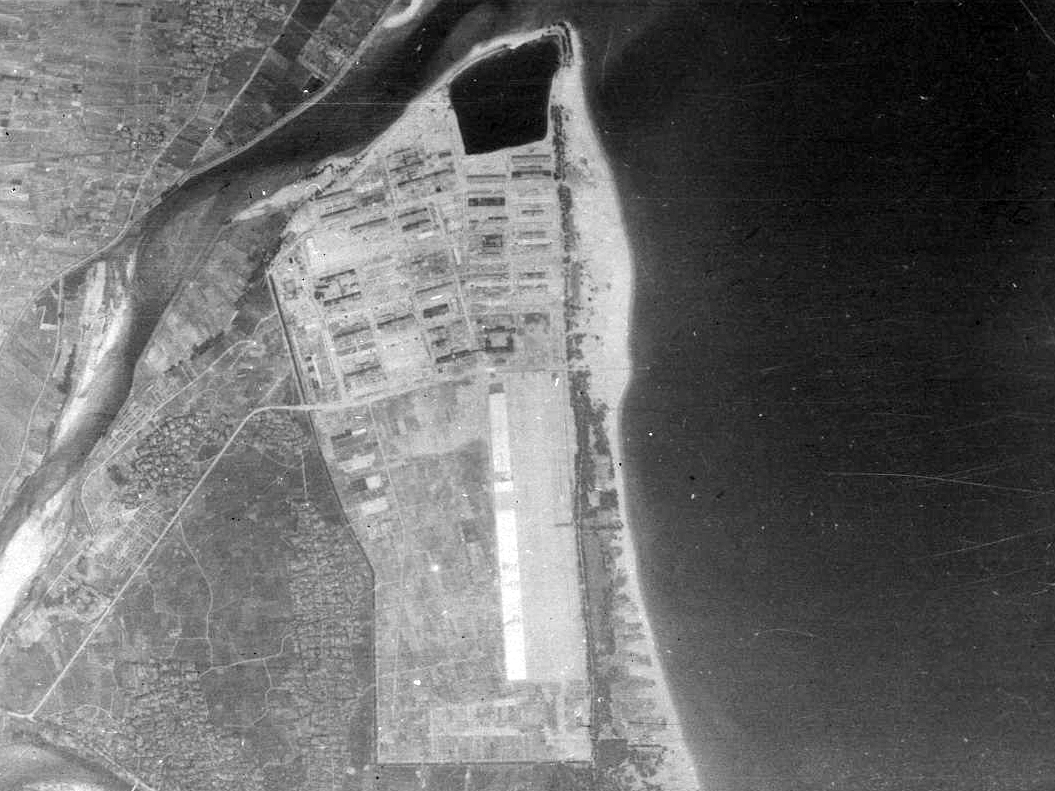
香良洲飛行場跡の空中写真（1947年）

三重空が所在した香良洲飛行場は旧香良洲町の2/3を占める巨大な埋立地であったため、飛行場施設は完全に撤去したうえで民間に開放され、旧香良洲町・現津市の土地整備計画に基づいて活用されている。三重空の痕跡としては、津市香良洲歴史資料館（旧若桜福祉会館）の展示物が著名である。隊門や煉瓦塀などの未撤去遺構も点在している。

## 主要機種
教育訓練部隊のため、航空機の配属はない。

## 歴代司令
- 内田市太郎：昭和17年8月1日-
- 古瀬貴季 大佐：昭和18年5月20日-
- 加藤尚雄 予備少将：昭和20年4月11日-昭和20年9月15日解隊